# Tonsillite
La tonsillite è un'infiammazione delle tonsille, in cui troviamo l'infiammazione tonsillare. Capita spesso che tale infiammazione sia accompagnata con altre malattie sempre di livello respiratorio quale ad esempio l'influenza.

## Epidemiologia
Maggiormente colpisce i bambini fino ad un'età di 10 anni (soprattutto se causata da streptococchi).
Se causata da streptococchi, la trasmissione avviene soltanto tramite stretto contatto, questo contatto deve avvenire durante la fase iniziale della malattia, quando l'infezione scatena le sue prime manifestazioni, in seguito la probabilità diminuisce notevolmente.

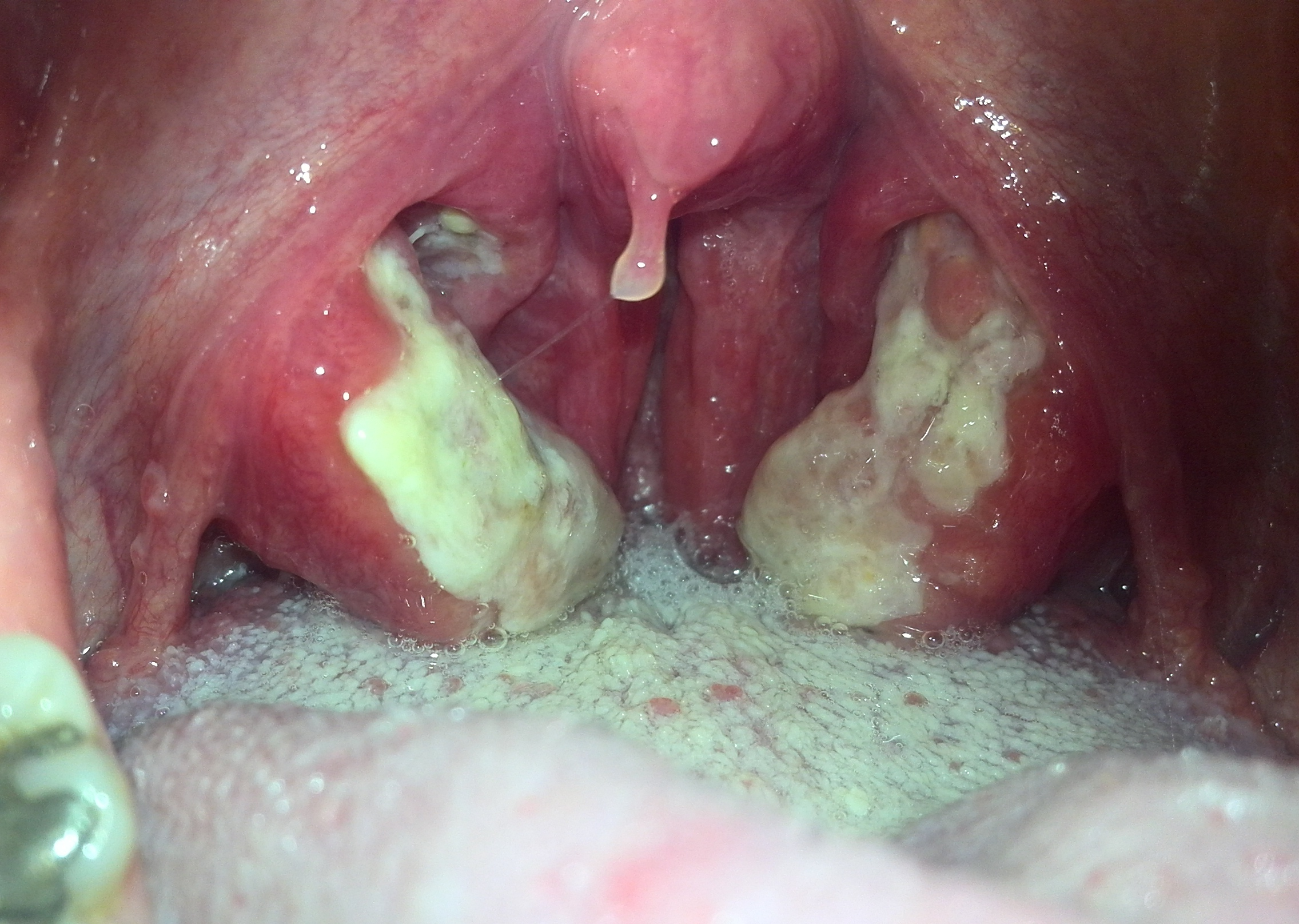
Esempio di tonsillite in individuo adulto

Invece alcune forme dovute ad adenovirus sono molto contagiose, diffondendosi rapidamente in ambienti circoscritti quali piscine o similari.

### In Italia
In Italia è stata riscontrata una maggiore concentrazione di casi attorno al mese di settembre, fino all'inizio della primavera.

## Sintomi e clinica
Comuni sintomi della tonsillite sono:
- tonsille arrossate e/o gonfie;
- macchie bianche o gialle sulle tonsille;
- tensione, rigidità o gonfiore del collo;
- mal di gola;
- dolore o difficoltà nella deglutizione;
- tosse;
- mal di testa;
- occhi infiammati;
- dolori corporei;
- otalgia;
- febbre;
- brividi;
- congestioni nasali.

La tonsillite acuta è causata sia da batteri sia da virus ed è accompagnata da dolori alle orecchie durante la deglutizione, alito cattivo o ptialismo che accompagna mal di gola e febbre. In questo caso la superficie della tonsilla può essere arrossata o avere un rivestimento bianco-grigiastro, mentre i linfonodi del collo si possono gonfiare.
La tonsillite batterica può essere causa di alcune complicanze, che comprendono complicanze suppurative e non suppurative:
1. Le complicanze suppurative includono la formazione di ascessi peritonsillari, paratonsillari o retrofaringei, in virtù dell'estensione dell'infezione. Inoltre, può causare la sindrome di Lemierre se la vena giugulare interna viene coinvolta.[1]
2. Le complicanze non suppurative comprendono la febbre reumatica e la glomerulonefrite post-streptococcica, che sono rare nei paesi sviluppati[2].

## Eziologia
Il motivo principale è da riscontrarsi quasi esclusivamente in un'azione di virus (Virus di Epstein-Barr) o di batteri (streptococchi β-emolitici di gruppo , stafilococco, Haemophilus influenzae).

## Tipologia
Esistono diversi tipi di tonsillite, tutti riguardanti l'aspetto, ritroviamo quindi quella eritematosa, la essudativa, pseudomembranosa, vescicolare e la ulceronecrotica

## Terapia
Nel caso di tonsillite batterica, la terapia di prima scelta è antibiotica, con uso frequente di penicilline, in particolare della penicillina G benzatina come prima scelta, ma anche di amoxicillina e ampicillina. L'uso di antibiotici è finalizzato alla prevenzione di complicazioni come la febbre reumatica, dato che è stato dimostrato che l'uso di antibiotici riduce la durata dei sintomi di circa 16 ore. L'uso indiscriminato de antibiotici può puortare a l'incremento de la resistenza agli antibiotici e allo sviluppo di un'eruzione cutanea nel caso della mononucleose infettiva. Nel caso di tonsillite virale, non vi è necessità di utilizzare antibiotici o antivirali specifici, e il trattamento si basa sulla gestione dei sintomi.
In caso di tonsilliti particolarmente frequenti o quando, essendosi instaurata una tonsillite cronica, l'approccio farmacologico non è più efficace, il medico dopo un'opportuna osservazione può proporre al paziente, come ultimo tentativo, l'asportazione chirurgica delle tonsille (tonsillectomia).
La maggior parte dei pazienti che si sottopongono a tonsillectomia sono bambini, anche se da qualche decennio si sta assistendo ad una netta riduzione del numero degli interventi: in età pediatrica questo intervento è infatti oggi proposto solo per casi accuratamente selezionati e previa un'osservazione di molti mesi. Si è infatti osservato che molti soggetti, dopo avere sofferto frequentemente di tonsillite da piccoli, vedono in età adulta drasticamente ridursi i loro sintomi.
La tonsillectomia, come tutti gli altri interventi, non è scevra da rischi (anestesia generale, emorragia intra- e post- operatoria, ecc.), comporta una convalescenza dolorosa e abbastanza lunga (generalmente per la ripresa di un'attività lavorativa leggera sono necessari almeno una dozzina di giorni, per la ripresa di un'attività pesante almeno 3 settimane), e pertanto il rapporto vantaggi-svantaggi va attentamente analizzato prima di decidere se ricorrere alla chirurgia.